# Aurad
Aurad è una suddivisione dell'India, classificata come town panchayat, di 16.189 abitanti, situata nel distretto di Bidar, nello stato federato del Karnataka. In base al numero di abitanti la città rientra nella classe IV (da 10.000 a 19.999 persone).

## Geografia fisica
La città è situata a 18° 15' 0 N e 77° 25' 60 E e ha un'altitudine di 541 m s.l.m..

## Società

### Evoluzione demografica
Al censimento del 2001 la popolazione di Aurad assommava a 16.189 persone, delle quali 8.389 maschi e 7.800 femmine. I bambini di età inferiore o uguale ai sei anni assommavano a 2.691, dei quali 1.385 maschi e 1.306 femmine. Infine, coloro che erano in grado di saper almeno leggere e scrivere erano 9.039, dei quali 5.441 maschi e 3.598 femmine.